# Нью-Олбані (Канзас)
Нью-Олбані (англ. New Albany) — місто (англ. city) в США, в окрузі Вілсон штату Канзас. Населення — 57 осіб (2020).

## Географія
Нью-Олбані розташований за координатами 37°34′5″ пн. ш. 95°56′11″ зх. д. / 37.56806° пн. ш. 95.93639° зх. д. (37.567974, -95.936493).  За даними Бюро перепису населення США в 2010 році місто мало площу 0,59 км², з яких 0,59 км² — суходіл та 0,00 км² — водойми. В 2017 році площа становила 0,48 км², уся площа — суходіл.

## Демографія
Згідно з переписом 2010 року, у місті мешкало 56 осіб у 23 домогосподарствах у складі 17 родин. Густота населення становила 95 осіб/км².  Було 32 помешкання (54/км²).
Расовий склад населення:
| - 96,4 % — білих |

До двох чи більше рас належало 3,6 %. Частка іспаномовних становила 7,1 % від усіх жителів.
За віковим діапазоном населення розподілялося таким чином: 23,2 % — особи молодші 18 років, 55,4 % — особи у віці 18—64 років, 21,4 % — особи у віці 65 років та старші. Медіана віку мешканця становила 46,5 року. На 100 осіб жіночої статі у місті припадало 124,0 чоловіків;  на 100 жінок у віці від 18 років та старших — 115,0 чоловіків також старших 18 років.
За межею бідності перебувало 18,8 % осіб, у тому числі 0,0 % дітей у віці до 18 років та 37,5 % осіб у віці 65 років та старших.
Цивільне працевлаштоване населення становило 14 особи. Основні галузі зайнятості: мистецтво, розваги та відпочинок — 28,6 %, освіта, охорона здоров'я та соціальна допомога — 14,3 %, сільське господарство, лісництво, риболовля — 14,3 %.